# Estadio Príncipe Abdullah al-Faisal
Ciudad Deportiva del Príncipe Abdalá al-Faisal  (en árabe: مدينة الأمير عبدالله الفيصل الرياضية) es un recinto multiusos ubicado en la ciudad de Yeda, Arabia Saudita. Fue construido en 1970, y actualmente cuenta con una capacidad para alrededor de 27 000 espectadores. Es parte de un complejo deportivo municipal, que incluye (además del estadio) un pabellón deportivo y un centro de deportes acuáticos.
Es utilizado en algunas ocasiones por los clubes de la ciudad Al-Ittihad Jeddah y Al-Ahli Saudí FC para disputar sus encuentros como local en competencias como la Liga Profesional Saudí o la Copa del Rey de campeones (copa nacional del país).
El inmueble está situado al sureste de Yeda, entre la King Abdulaziz University y la ciudad industrial, se llega por la autopista Jeddah-La Meca al Este, y por la calle Estadio desde el Sur.